# Pseudolaelia pavopolitana
Pseudolaelia pavopolitana är en orkidéart som beskrevs av M.Frey. Pseudolaelia pavopolitana ingår i släktet Pseudolaelia och familjen orkidéer. Inga underarter finns listade i Catalogue of Life.